# Попово (Новосанжарский район)

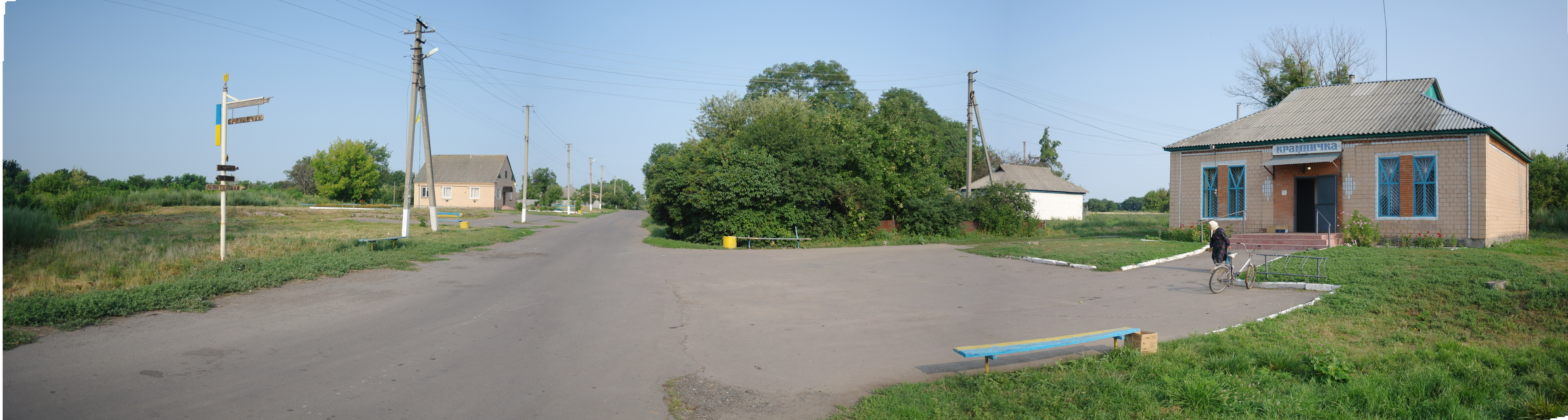
Панорама центра села

Попово (укр. Попове) — село, Поповский сельский совет, Новосанжарский район, Полтавская область, Украина.
Код КОАТУУ — 5323484801. Население по переписи 2001 года составляло 363 человека.
Является административным центром Поповского сельского совета, в который, кроме того, входит село Бечевое.

## Географическое положение
Село Попово находится в 1,5 км от правого берега реки Волчий, в 2,5 км от села Бечевое. По селу протекает пересыхающий ручей с запрудой. Рядом проходит автомобильная дорога Р-52.

## Объекты социальной сферы
- Школа.

## Известные уроженцы
- Панченко, Пётр Петрович (1922—1997) — полковник, Заслуженный военный лётчик СССР, кавалер шести орденов Красной Звезды.